# Pel·la (Palestina)

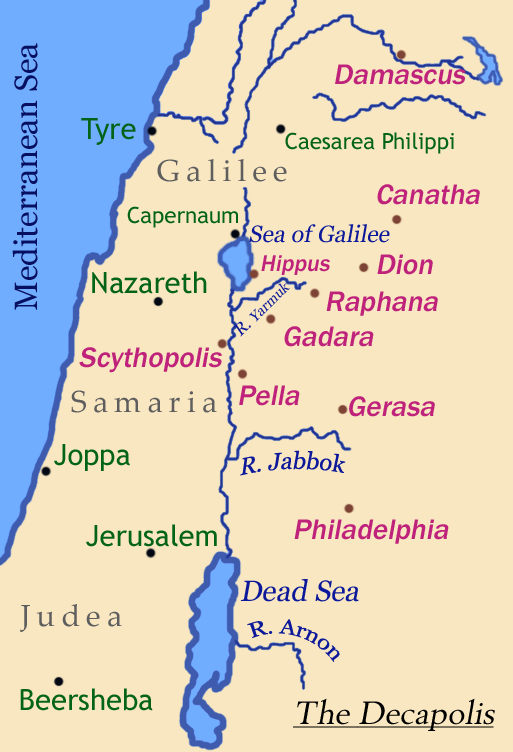
Mapa de la Decàpolis (ciutats en bermell).

Pel·la (llati i grec: Pella) fou una ciutat de Palestina, una de les ciutats de la Decàpolis a Perea, la ciutat més al nord de les deu d'aquest districte, i al nord-est del riu Jordà, a uns 12 km al sud de Beit She'an (Baysan). Actualment es diu Hirbat-Fahil. El nom que duia al segle xix, Al-Budshe, derivaria del seu nom tradicional.
Fou un estat cananeu vassall d'Egipte i el seu nom llavors era Bihisi. El rei Ayyab hi és esmentat al segle xv aC i Mutbaal ben Labayu de Sequem a la meitat del segle xiv aC; a la meitat del segle xiii aC apareix sota el govern d'un personatge esmentat com Apiru-Anu.
Una colònia macedònia s'hi va establir vers el 310 aC, i la va batejar Pel·la (Pella) en record de la ciutat macedònia del mateix nom ja sota Seleuc I Nicàtor. Antíoc III el Gran la va ocupar; més tard va formar una de les ciutats gregues de la Decàpolis (110 aC) però Alexandre Janeu la va destruir (vers 85 aC) perquè els seus habitants no acceptaven la religió jueva; anys després fou restaurada per Gneu Pompeu (63 aC) i fou incorporada a la Decàpolis. L'any 70, quan Jerusalem fou destruïda, els cristians de la ciutat es van refugiar a Pel·la. Després fou part de la província romana de la Palestina Secunda; vers el segle iii fou seu d'un bisbe.
El desembre de 634 va ser escenari d'una gran batalla entre romans d'Orient i àrabs en què els romans d'Orient van trencar els dics de Baysan i van inundar la zona, però els àrabs van aconseguir passar i van ocupar la ciutat, que va passar llavors al califat dins la província d'al-Urdunn (Jordània), i s'anomenà Fahl i Fihl.
Al segle ix la meitat de la població era encara d'origen grec. Al segle x es va despoblar.

## Persones il·lustres
- Aristó de Pel·la (s. I-II dC), historiador.